# ItaloBrothers
ItaloBrothers — немецкая техно- и евроденс-группа, основанная в ноябре 2006 года в Нордхорне, Германия. Состоит из трёх участников: Цахариас Адриан (нем. Zacharias Adrian, также известный как Zac McCrack), Кристиан Мюллер (нем. Christian Müller, также известный как Kristian Sandberg) и вокалист Маттиас Меттен (нем. Matthias Metten). Группа наиболее известна в Скандинавии и Центральной Европе, однако они гастролируют и в Восточной Европе. Все свои синглы группа выпускает под лейблом Zooland Records.

## Музыкальный стиль
Песни ItaloBrothers (за исключением My Life Is a Party и This Is Nightlife) напоминают треки итало-диско и итало-дэнс групп и исполнителей: Bloom 06, Prezioso, Floorfilla, Gigi D’Agostino, Gabry Ponte, Basshunter, DJ Manian. В них явно прослеживается влияние Итало-дэнса, Дэнскора и Джампстайла. Их можно сравнить с треками Scooter'а.
Впрочем, музыкальный стиль синглов Cryin' In The Rain, My Life Is a Party and This Is Nightlife по стилю похож на коммерческую европейскую танцевальную музыку — Хаус и Электро. В том же стиле выступали R.I.O., Mike Candys, DJ Manian и Cascada.

## Музыкальная карьера

### 2005—2008: Начало
Группа была основана в ноябре 2005, хотя её члены занимались совместным написанием музыки ещё с 2003. Их первым официальным релизом была The Moon — композиция в стиле Италодэнс, выпущенная в июле 2006 под лейблом Zooland Italo EP. Их популярность начала расти в 2007, после выпуска Moonlight Shadow, кавер-версии песни Майка Олдфилда, выпущенной в 1983, а также результата совместной работы с немецкой танцевальной группой Tune Up!, получившего название Colours of the Rainbow. В 2006 и 2007 годах Italobrothers также выпустили несколько ремиксов песен других исполнителей, перезаписав голосовые дорожки в них и опубликовав с примечанием «Italobrothers New Voc Rmx». Следующие два релиза, Counting Down the Days и Where Are You Now?, положили начало их фан-клубам по всей Европе.

### 2009—2010: Коммерческий успех в Скандинавии
Новый сингл, So Small, кавер одноимённой песни Кэрри Андервуд, был опубликован в ноябре 2009. Он был единственным синглом группы, выпущенным на CD. Ещё один релиз, цифровой мини-альбом Love is on Fire, увидел свет в марте 2010.
Песня Stamp on the Ground, впервые выпущенная в сентябре 2009, была выбрана как официальная песня норвежских университетских выпускных (Russefeiring) в 2010 году. По этой причине песня была переиздана в Скандинавии и получила огромнейший успех, попав в Топ-20 в чартах Норвегии и Дании. Также песня появлялась в чарте Швеции, танцевальных чартах Швейцарии и Австрии. Песня была сертифицирована на золото в Дании по результатам продажи 15 000 копий.
На волне успеха Stamp on the Ground, в декабре 2010 был выпущен альбом Stamp!, содержащий все выпущенные к этому моменту синглы и пять новых композиций. Композиция Upside Down была названа
[кем?] плагиатом песни Я буду с тобой русской исполнительницы Reda. Её лейбл DaTa Music предпринял меры по пресечению дальнейшего распространения композиции, однако результаты этого иска неизвестны.
Последовавший за этим сингл Radio Hardcore был выпущен в 2010 и смог повторить успех Stamp on the Ground в Дании.

### 2011—2013: Смена музыкального стиля и коммерческий успех в Центральной Европе

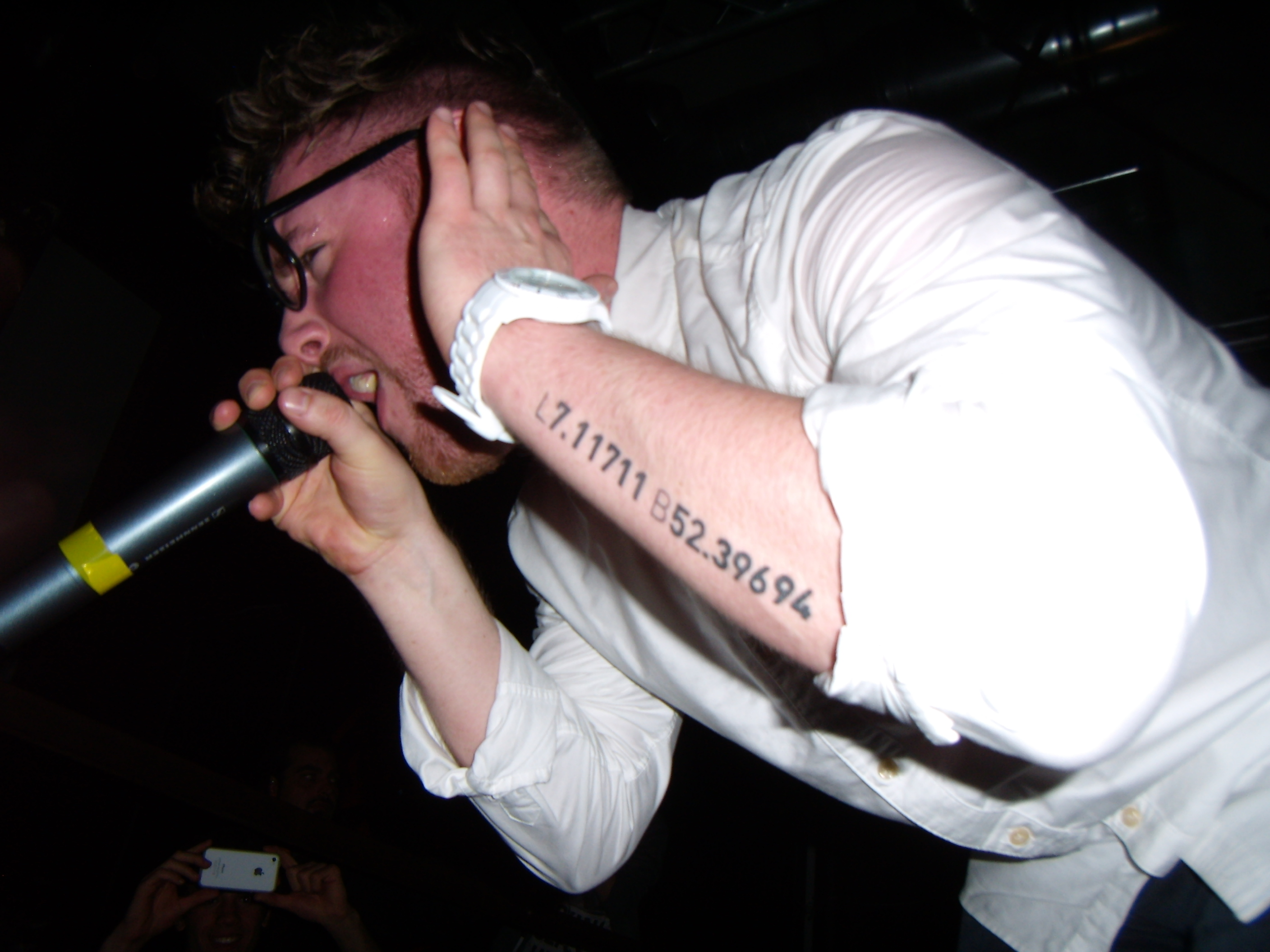
Маттиас Меттен из группы ItaloBrothers во время живого выступления в клубе студии Tunnel Club Реджо-нель-Эмилия (Италия) (Март 2012). Татуировка на его руке представляет собой географические координаты дома, где он вырос, в пригороде немецкого города Нордхорн.

В мае 2011 увидела свет новая композиция Cryin´ in the Rain, отличающаяся от всего того, что группа делала до этого. Это была баллада с элементами хауса. Также Italobrothers выпустили более привычный для фанатов второй вариант с примечанием «IB HandsUp! Remix». Этот релиз был экспериментальным для группы. Над своей следующей композицией Boom они работали совместно с рэпером Carlprit. Хоть песня и была в обычном для них стиле, один кусок, в котором можно услышать рэп Carlprit, был в стиле дабстеп.
Второй раз гимном выпускников ItaloBrothers были выбраны в 2012 с композицией Pandora 2012, выпущенной 13 апреля того же года.
Новый сингл группы My Life Is a Party был выпущен 27 июля 2012, и представлял собой кавер песни Dragostea Din Tei 2004 года группы O-Zone. Радио-версия этой песни была в типичном для ItaloBrothers стиле. В клипе же звучит её ремикс от немецкой танцевальной группы R.I.O. Видео-версия была выпущена под лейблом Kontor Records и получила на YouTube большое количество просмотров. Песня вошла в Top 20 в Австрии, и смогла достичь первых мест в чартах в Германии и в Швейцарии. Также песня появлялась в чартах во Франции и Бельгии.
Ещё одна песня, This Is Nightlife содержащая семплы песни Ecuador 1997 года группы Sash!, была загружена на YouTube 13 марта 2013, а два дня спустя была выпущена как релиз. Песня была выпущена в том же стиле, что и видео-версия предыдущей композиции. This is life смогла повторить успех предыдущего сингла, войдя в чарты Германии и Австрии, а также попав в Топ-30 Швейцарии.
Группа вновь выпустила песню для выпускных в Норвегии — трек под названием Luminous Intensity был официально выпущен 19 апреля 2013.

### 2014—н.в.: Эксперименты с музыкальным стилем, коллаборации с другими артистами
28 марта 2014 года увидел свет очередной сингл группы Up 'N Away.

## Дискография

### Альбомы
- 2010: Stamp![24]

### Синглы
| Год                                                                             | Название                                        | Лучшая позиция в чартах | Лучшая позиция в чартах | Лучшая позиция в чартах | Лучшая позиция в чартах | Лучшая позиция в чартах | Лучшая позиция в чартах | Лучшая позиция в чартах | Лучшая позиция в чартах | Лучшая позиция в чартах | Альбом                       |
| Год                                                                             | Название                                        | AUT                     | BEL (Wa)                | DEN                     | FIN                     | GER                     | FRA                     | NOR                     | SWE                     | SWI                     | Альбом                       |
| ------------------------------------------------------------------------------- | ----------------------------------------------- | ----------------------- | ----------------------- | ----------------------- | ----------------------- | ----------------------- | ----------------------- | ----------------------- | ----------------------- | ----------------------- | ---------------------------- |
| 2006                                                                            | «The Moon»                                      | —                       | —                       | —                       | —                       | —                       | —                       | —                       | —                       | —                       | Stamp!                       |
| 2007                                                                            | «Colours of the Rainbow» (совместно с Tune Up!) | —                       | —                       | —                       | —                       | —                       | —                       | —                       | —                       | —                       | Stamp!                       |
| 2007                                                                            | «Moonlight Shadow»                              | —                       | —                       | —                       | —                       | —                       | —                       | —                       | —                       | —                       | Stamp!                       |
| 2007                                                                            | «Counting Down the Days»                        | —                       | —                       | —                       | —                       | —                       | —                       | —                       | —                       | —                       | Stamp!                       |
| 2008                                                                            | «Where Are You Now?»                            | —                       | —                       | —                       | —                       | —                       | —                       | —                       | —                       | —                       | Stamp!                       |
| 2009                                                                            | «Stamp on the Ground»                           | —                       | —                       | 14                      | —                       | —                       | —                       | 11                      | 53                      | —                       | Stamp!                       |
| 2009                                                                            | «So Small»                                      | —                       | —                       | —                       | —                       | —                       | —                       | —                       | —                       | —                       | Stamp!                       |
| 2010                                                                            | «Love Is On Fire»                               | —                       | —                       | —                       | —                       | —                       | —                       | —                       | —                       | —                       | Stamp!                       |
| 2010                                                                            | «Radio Hardcore»                                | —                       | —                       | 29                      | —                       | —                       | —                       | —                       | —                       | —                       | Stamp!                       |
| 2010                                                                            | "Underwater World"                              | —                       | —                       | —                       | —                       | —                       | —                       | —                       | —                       | —                       |                              |
| 2011                                                                            | «Cryin' in the Rain»                            | —                       | —                       | —                       | —                       | —                       | —                       | —                       | —                       | —                       | синглы не вошедшие в альбомы |
| 2011                                                                            | «Boom» (при участии Carlprit)                   | —                       | —                       | —                       | —                       | —                       | —                       | —                       | —                       | —                       | синглы не вошедшие в альбомы |
| 2012                                                                            | «Pandora 2012»                                  | —                       | —                       | —                       | —                       | —                       | —                       | —                       | —                       | —                       | синглы не вошедшие в альбомы |
| 2012                                                                            | «My Life Is a Party»                            | 18                      | 84                      | —                       | —                       | 43                      | 103                     | —                       | —                       | 62                      | синглы не вошедшие в альбомы |
| 2013                                                                            | «This Is Nightlife»                             | 26                      | 25                      | 32                      | 16                      | 41                      | 24                      | —                       | —                       | 22                      | синглы не вошедшие в альбомы |
| 2013                                                                            | «Luminous Intensity»                            | —                       | —                       | —                       | —                       | —                       | —                       | —                       | —                       | —                       | синглы не вошедшие в альбомы |
| 2014                                                                            | «Up 'N Away»                                    | 64                      | —                       | —                       | —                       | —                       | —                       | —                       | —                       | —                       |                              |
| 2015                                                                            | "One Heart"                                     | —                       | —                       | —                       | —                       | —                       | —                       | —                       | —                       | —                       |                              |
| 2015                                                                            | "Kings and Queens"                              | —                       | —                       | —                       | —                       | —                       | —                       | —                       | —                       | —                       |                              |
| 2015                                                                            | "Sleep When We're Dead"                         | —                       | —                       | —                       | —                       | —                       | —                       | —                       | —                       | —                       |                              |
| 2016                                                                            | "Generation Party"                              | —                       | —                       | —                       | —                       | —                       | —                       | —                       | —                       | —                       |                              |
| 2016                                                                            | "Summer Air                                     | —                       | —                       | —                       | —                       | —                       | —                       | —                       | —                       | —                       |                              |
| «—» означает, что в этих странах не выпускалось, или не смогло попасть в чарты. |                                                 |                         |                         |                         |                         |                         |                         |                         |                         |                         |                              |

1. ↑  Композиция «My Life Is a Party» не вошла в Ultratop 50, но смогла достигнуть 34 места в чарте Ultratip, являющемся дополнением к Ultratop 50.

### Ремиксы
- Young London — Let Me Go (ItaloBrothers Radio Edit) (2013)
- Manian — Saturday Night (ItaloBrothers Radio Edit) (2013)
- Floorfilla — Italodancer (ItaloBrothers New Vocal Remix) (2007)
- Manian — Turn The Tide (ItaloBrothers New Voc Rmx) (2007)
- Dan Winter & Rob Mayth — Dare Me (ItaloBrothers New Voc Rmx) (2007)
- Manian feat. Aila — Heaven (ItaloBrothers New Voc Rmx) (2007)
- Cascada — Ready For Love (ItaloBrothers New Voc Rmx) (2006)
- Cerla vs. Manian — Jump (ItaloBrothers New Voc Rmx) (2006)